# Incidente ferroviario di Bad Aibling
L'incidente ferroviario di Bad Aibling fu uno scontro frontale tra due treni passeggeri della compagnia Meridian avvenuto il 9 febbraio 2016 a Bad Aibling, in Baviera (Germania); i due treni trasportavano complessivamente 150 passeggeri dei quali 12 trovarono la morte e 85 rimasero feriti, di cui 24 in modo grave.
L'incidente è stato uno dei peggiori disastri ferroviari in Germania negli ultimi anni.
Due mesi dopo l'incidente, gli investigatori hanno rivelato che il fatto era avvenuto per un ordine errato comunicato da un capostazione distratto mentre giocava con il proprio telefonino. L'eccessiva distrazione ha aggravato ulteriormente il suo errore quando, dopo essersene reso conto, ha cercato di inviare i codici di emergenza per i treni, ma ha commesso un altro errore digitando una combinazione sbagliata di tasti nel computer della sala di controllo.

## Dinamica

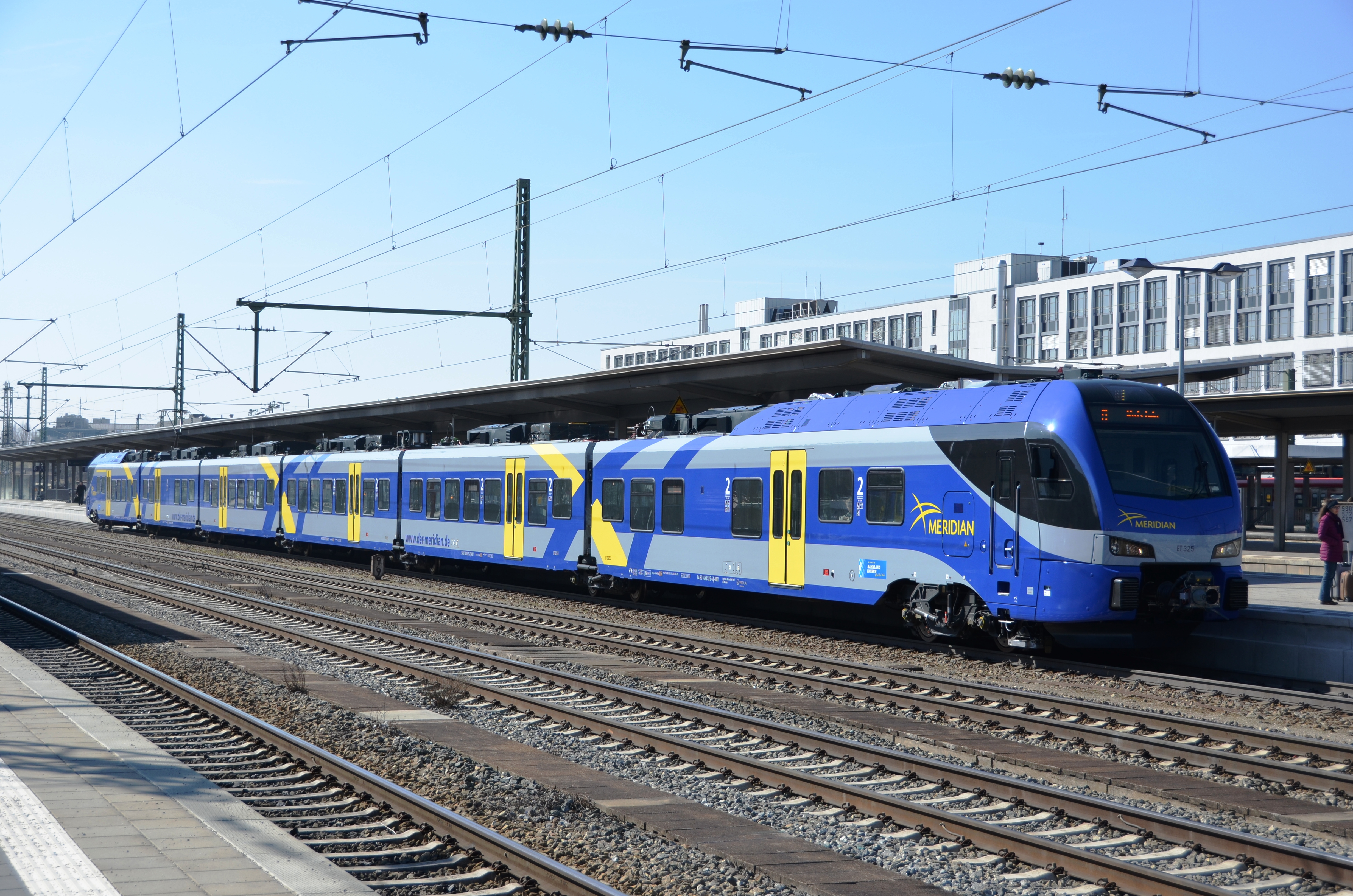
Il treno ET 325 (quello proveniente da est) fotografato nel 2014

L'incidente è avvenuto appena dopo le 06:47 in una curva del binario unico della ferrovia della valle di Mangfall, tra le stazioni di Kolbermoor e Bad Aibling-Kurpark, vicino agli impianti di depurazione di Bad Aibling, in Baviera. Al termine delle attività di soccorso risultavano morte 11 persone, inclusi diversi dipendenti della compagnia ferroviaria, oltre a 85 feriti, di cui 24 gravi, uno dei feriti morì il 13 aprile per le ferite subite.
I due treni coinvolti erano degli Stadler FLIRT3 ("Fast Light Innovative Regional Train") multi-vagone con marchio Meridian di proprietà della Bayerische Oberlandbahn (BOB), una società del gruppo Transdev Germany. Il treno proveniente da est (ET 325) era un convoglio a sei vagoni da 333 posti proveniente da Monaco di Baviera e diretto a Rosenheim, mentre il treno a tre vagoni da 158 posti proveniente dalla direzione opposta (ET 355) viaggiava da Rosenheim a Holzkirchen. Complessivamente vi erano a bordo dei due treni più di 150 passeggeri, meno del solito a causa delle feste di carnevale. I treni erano equipaggiati con un numero complessivo di 3 registratori di evento ferroviario. La linea ferroviaria ed entrambi i treni erano dotati del sistema di sicurezza ferroviario PZB (Punktförmige Zugbeeinflussung), progettato per rinforzare il segnalamento a terra e prevenire il passaggio accidentale di segnali di pericolo.
L'incrocio dei treni era programmato per avvenire alla stazione di Kolbermoor, dove il treno M 79506 proveniente da ovest avrebbe dovuto aspettare per 5 minuti l'arrivo del treno M 79505, il quale però era in ritardo di 4 minuti. Purtroppo il treno è ripartito da Kolbermoor all'orario prestabilito, senza attendere l'incrocio con l'altro convoglio. Al momento della collisione entrambi i treni stavano viaggiando alla velocità di circa 100 km/h.

### Operazioni di soccorso

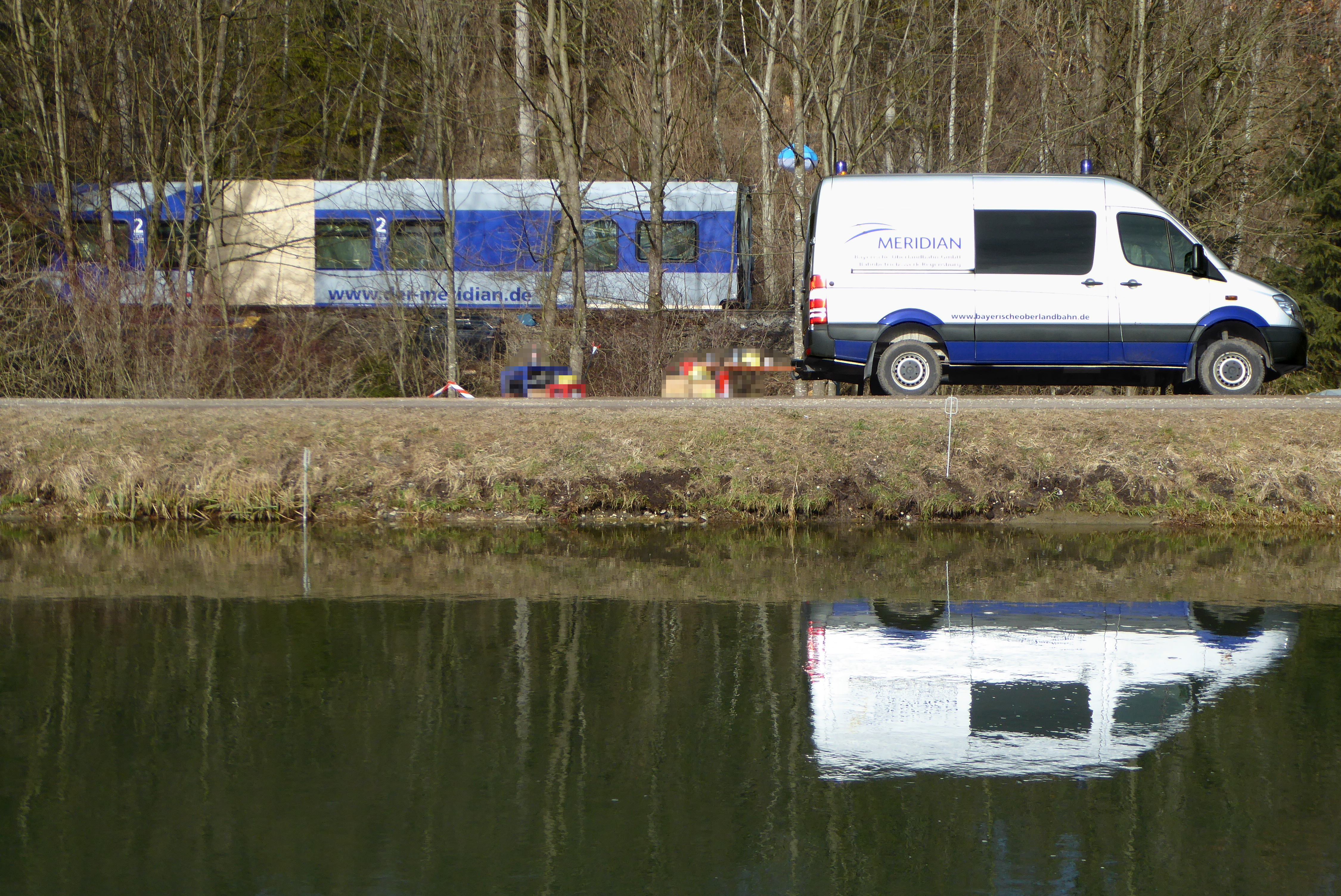
Una delle vetture meno danneggiate

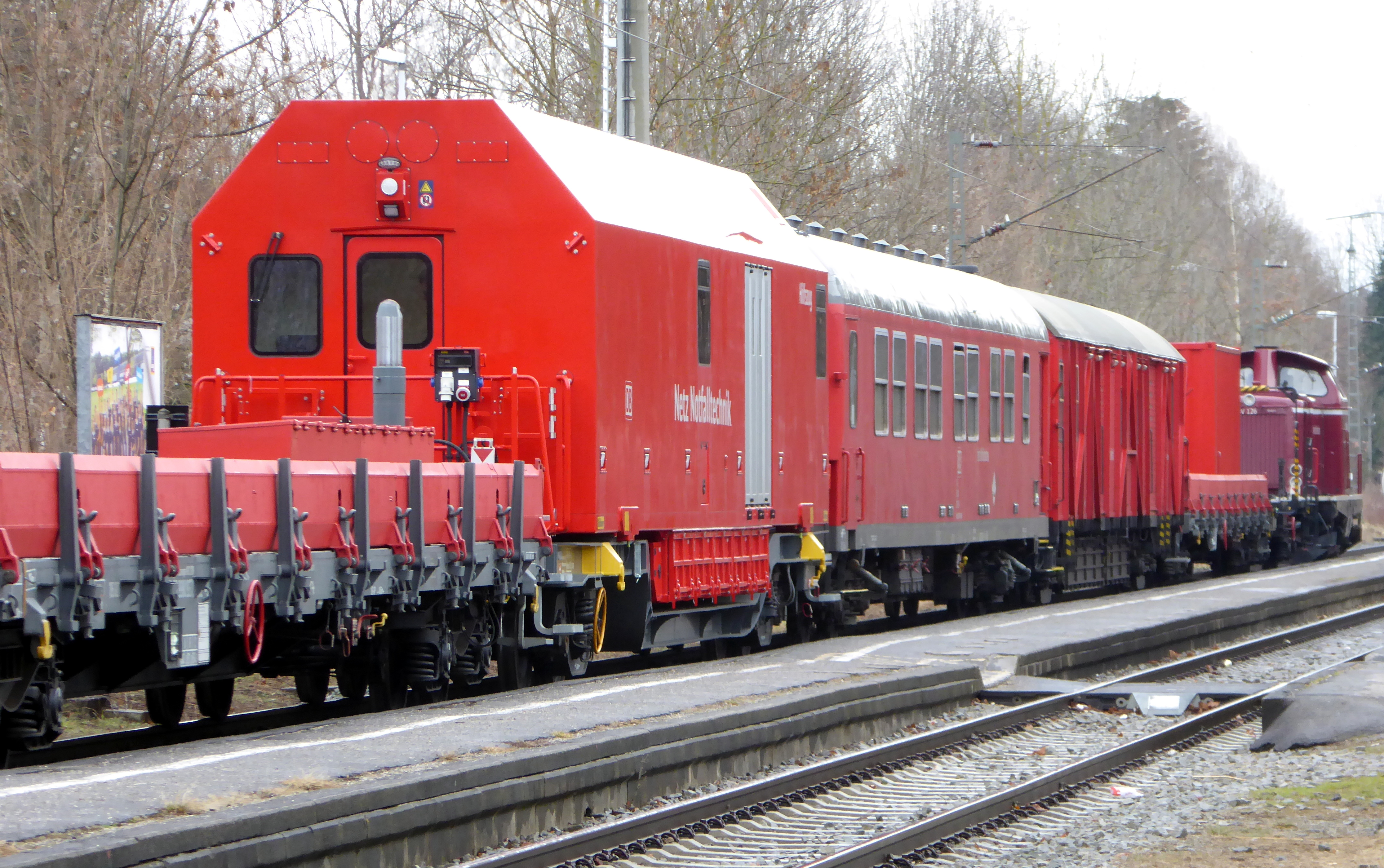
Treno di emergenza pronto per le operazioni a Kolbermoor

Le operazioni di soccorso hanno coinvolto un totale di circa 700 operatori, inclusi 180 vigili del fuoco, 215 poliziotti dello stato bavarese, 50 agenti della Polizia federale, 30 operatori della protezione civile della Technisches Hilfswerk e 200 soccorritori della croce rossa bavarese, incluse alcune unità del soccorso alpino, oltre a 11 elicotteri dell'elisoccorso tedesco ed austriaco per trasportare i feriti agli ospedali.
Il luogo dell'incidente era difficile da raggiungere in quanto si trovava tra la foresta di Stuckenholz e le imbrigliature del fiume Mangfall (Mangfallkanal), il che ha ostacolato considerabilmente le attività dei soccorritori che dovettero arrivare tramite imbarcazioni mentre il trasporto dei feriti (che una volta estratti dovevano essere trasferiti in barca sulla sponda opposta del fiume) è avvenuto con il supporto degli elicotteri.

### Operazioni di recupero
Il 9 febbraio due gru ferroviarie della dipartimento di emergenza della DB Netze (DB Netz Notfalltechnik) sono state inviate da Fulda e Lipsia per assistere e rimuovere i due treni danneggiati.  La gru di Fulda può alzare pesi fino a 160 tonnellate e quella di Lipsia 75 tonnellate.

## Indagini

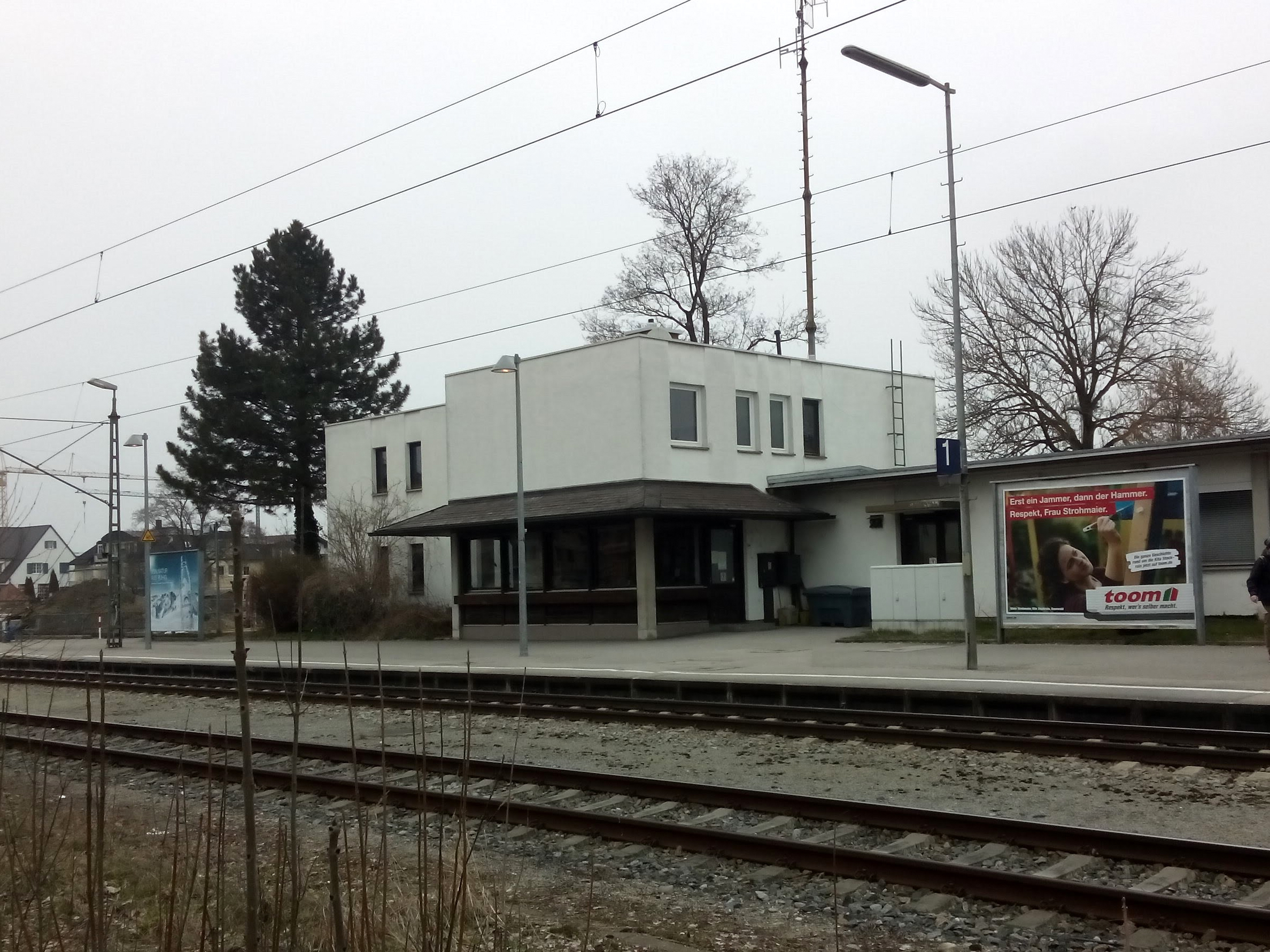
Stazione di Bad Aibling, responsabile delle operazioni e del segnalamento delle stazioni di Kolbermoor, Heufeld e Bad Aibling-Kurpark

L'agenzia investigativa per gli incidenti ferroviari della Germania (Eisenbahn-Unfalluntersuchungsstelle des Bundes, EUB) ha aperto un'inchiesta sull'incidente (fascicolo 04/2016), mentre la polizia federale ha svolto una separata investigazione. L'analisi delle scatole nere, recuperate la sera stessa dell'incidente, hanno rilevato l'assenza di errori da parte dei macchinisti.
Il procuratore legale (Staatsanwalt) ha quasi subito confermato l'errore umano come causa dello scontro in quanto un controllore del centro di segnalamento di Bad Aibling aveva dato un ordine sbagliato. Gli agenti federali non hanno riscontrato difetti tecnici o guasti meccanici. Il capostazione è stato indagato per i reati di omicidio colposo (che prevede una pena fino a 5 anni) e "interferenza pericolosa con la rete ferroviaria" (gefährlicher Eingriff in den Bahnverkehr), punibile fino a 10 anni di reclusione.
Nell'aprile 2016 è stato rivelato che il capostazione stava giocherellando con il proprio telefonino al momento dell'incidente. Dopo essersi accorto di aver fatto per errore partire il treno, ha commesso un secondo errore inviando la chiamata di emergenza alla stazione successiva anziché ai macchinisti dei treni; di tale ulteriore errore si è avveduto solo quando l'altro capostazione lo ha ricontattato, per chiedere chiarimenti sul perché avesse inviato la chiamata di emergenza. Non è stato riscontrato alcun problema tecnico né sui treni né nel sistema di segnalamento. A seguito di tale sviluppo dell'inchiesta, il capo di imputazione per Augenblicksversagen ("mancanza di attenzione") è stato cambiato in Pflichtverletzung ("violazione dei doveri"), il che comporta una maggiore responsabilità, tanto che è stato ordinato l'arresto del responsabile il quale è stato sottoposto a carcerazione preventiva fino al 12 aprile.